# Cserisor

Cserisor egy régi térképen

Cserisor románul: Cerișor, falu Romániában, Erdélyben, Hunyad megyében.

## Fekvése
Vajdahunyadtól nyugatra fekvő település.

## Története
Cserisor nevét 1482-ben említette először oklevél, mint Hunyadvár tartozékát, Chereswr néven. Későbbi névváltozatai: 1733-ban Cserisor, 1750-ben Cserischor, 1760–1762 között Csertésd, 1808-ban Cserisor, 1888-ban Cserisora, 1913-ban Cserisor.
A trianoni békeszerződés előtt Hunyad vármegye Vajdahunyadi járásához tartozott. 1910-ben 517 román, görögkeleti ortodox lakosa volt.